# Mon fils, ma haine
Mon fils, ma haine (titre original : My Son Johnny) est un téléfilm américain réalisé par Peter Levin (en), diffusé en 1991.

## Synopsis
Une mère accepte de faire un faux témoignage pour innocenter son fils qui a tué son aîné

## Fiche technique
- Titre original : My Son Johnny
- Réalisation : Peter Levin
- Genre : suspense
- Sortie: 1991
- Durée: 95 minutes

## Distribution
- Ricky Schroder (VF : Vincent Ropion) : Johnny
- Michele Lee (VF : Marion Game)
- Corin Nemec (VF : Alexandre Gillet)